# Oberschlag (Bedburg)

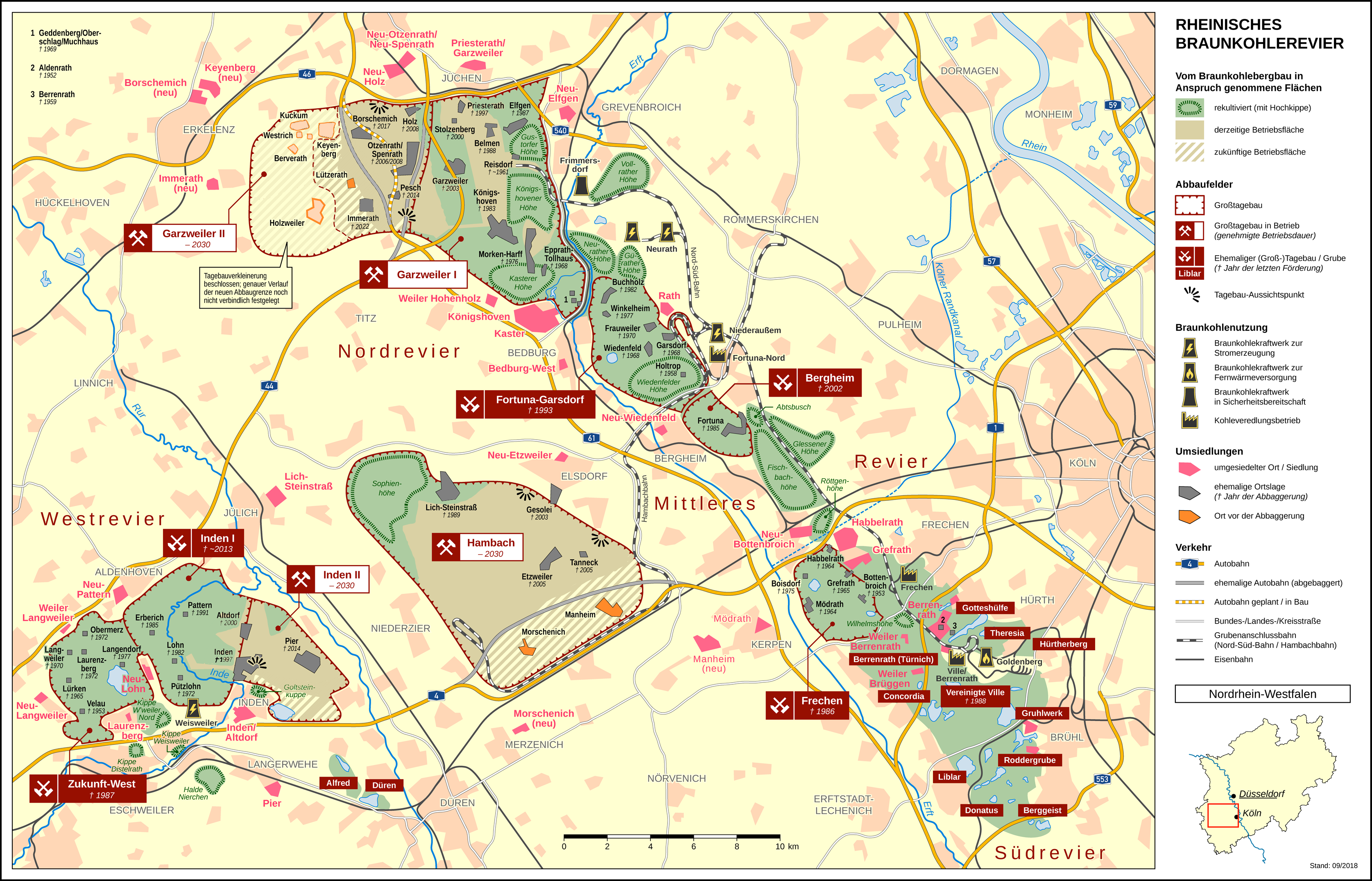
Lage der ehemaligen Orte Oberschlag und Muchhaus sowie des Umsiedlungsstandortes Bedburg-West im Rheinischen Braunkohlerevier

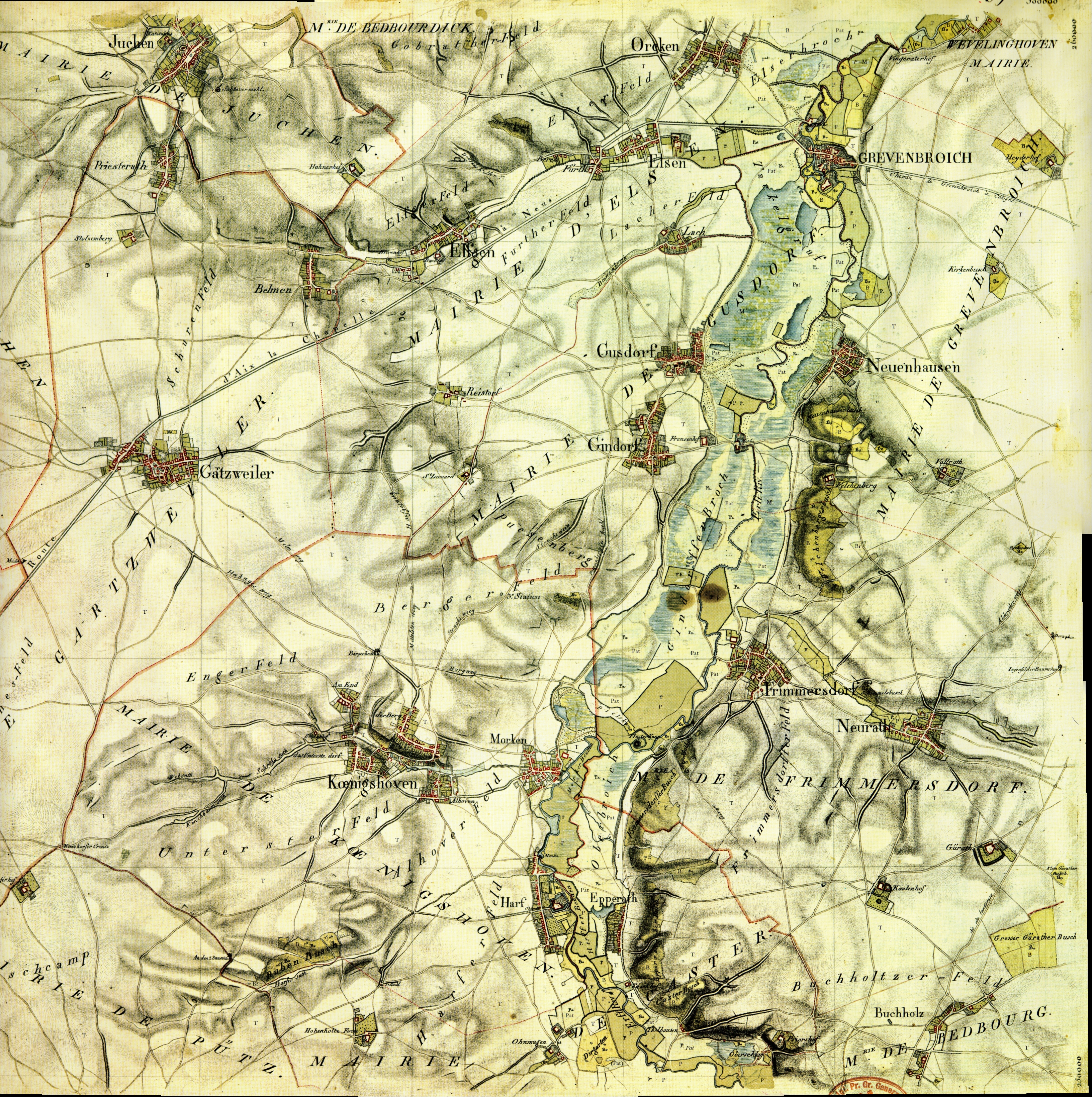
Oberschlag und der Priorshof auf der Tranchotkarte

Oberschlag war ein Ortsteil von Bedburg in Nordrhein-Westfalen. 
Der Ort musste 1969 mit Geddenberg und dem zu Oberschlag gehörigem Ortsteil Muchhaus dem Tagebau weichen. Die Bewohner wurden mit denen von Geddenberg, Tollhausen, Buchholz, Winkelheim und Muchhaus nach Bedburg-West umgesiedelt. 
In Bedburg-West erinnern die Muchhauser Straße, die Oberschlager Straße und die Straße Am Priorshof an die ehemalige Ortschaft.